# Casole d'Elsa
Casole d'Elsa és un comune (municipi) de la província de Siena, a la regió italiana de la Toscana, situat uns 50 km al sud-oest de Florència i uns 25 km a l'oest de Siena.

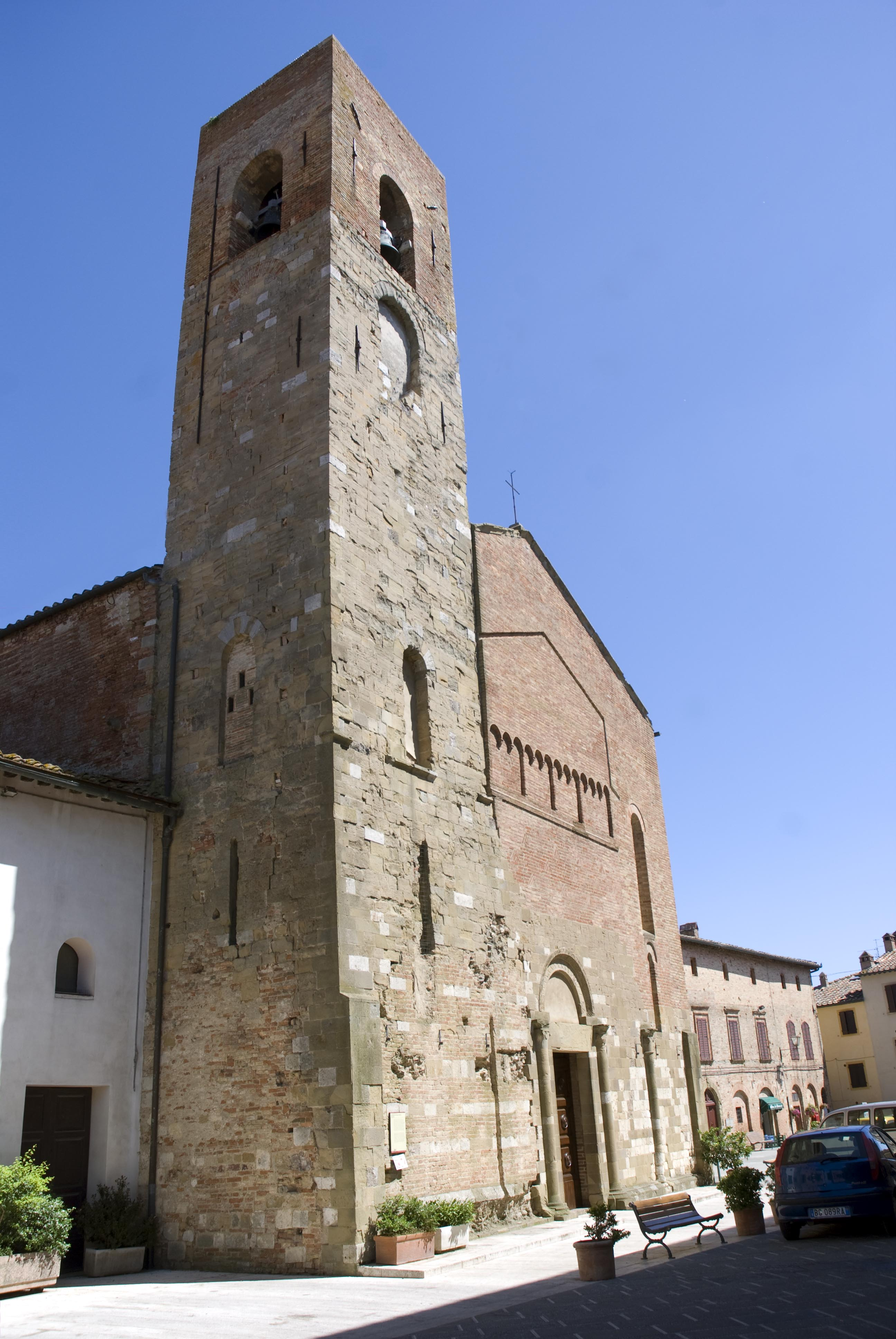
Façana de la Col·legiata de Santa Maria Assunta.

L'1 de gener de 2018 tenia 3.852 habitants.

## Llocs d'interès
L'església de San Niccolò, d'origen romànic, té una nau central i quatre naus laterals dividides per columnes i semicolumnes, amb dos absis semicirculars amb finestres coronelles. El portal central és de principis del segle xiv, mentre que el pòrtic és modern. Té frescos de Rustichino del segle xvii i, a l'altar major, una Madonna del segle xiv de l'Escola de Siena.
La col·legiata de Santa Maria Assunta va ser consagrada el 1161; de l'edifici romànic original, es conserva la façana amb el campanar. La part superior està decorada amb arcs cecs dividits per semicolumnes esveltes. El transsepte és del segle xiv. L'interior alberga les tombes de Beltramo Aringhieri, obra de Marco Romano (principis del segle XIV), i del bisbe Tommaso Andrei, obra de Gano di Fazio (1303). Annex a l'església hi ha un Museu d'Art Sacre amb obres de Domenico di Michelino, Alessandro Casolani i altres.
El Pieve de San Giovanni Battista, a Mensano, és també del segle xii. Destaquen els capitells esculpits de les columnes que separen la nau central i les naus laterals, considerats entre els millors exemples d'escultura romànica a la zona de Siena. Del mateix període i estil és el Pieve di San Giovanni Battista, a Pievescola.

## Evolució demogràfica
| Gràfica d'evolució demogràfica de Casole d'Elsa entre 1861 i |
|                                                              |
| Fonts: ISTAT - Elaboració gràfica de Viquipèdia              |